# Godfroy Point
Der Godfroy Point (französisch Pointe Godfroy) ist eine Landspitze, die das nördliche Ende der Petermann-Insel im Wilhelm-Archipel westlich der Antarktischen Halbinsel bildet.
Teilnehmer der Vierten Französischen Antarktisexpedition (1903–1905) kartierten die Landspitze als Erste. Der Expeditionsleiter und Polarforscher Jean-Baptiste Charcot benannte sie nach dem Hydrographen René-Émile Godfroy (1885–1981), einem Expeditionsteilnehmer. Das UK Antarctic Place-Names Committee übertrug die französische Benennung im Jahr 1959 ins Englische.